# Kuopio
Kuopio er en by i det øst-centrale Finland med et indbyggertal på 124.131 (2024). Byen ligger ved bredden af søen Kallavesi.
Indtil 2009 hørte byen til Østfinlands len. Byen ligger ligger i landskabet Norra Savolax. Kommunen og landskabet hører administrativt under Østfinlands regionsforvaltning.
Kuopio blev grundlagt i 1653 og er venskabsby med den danske by Svendborg.